# Dusona matsumurae
Dusona matsumurae là một loài tò vò trong họ Ichneumonidae.